# におい・かおり環境協会
公益社団法人におい・かおり環境協会（におい・かおりかんきょうきょうかい）は、内閣総理大臣認定の公益社団法人。1969年（昭和44年）に「悪臭公害研究会」の名称で環境庁（現環境省）所管の社団法人として設立。悪臭に特化した国内最大の学術団体。会員には臭気測定機関や脱臭装置メーカー、消臭剤メーカー、食料品メーカー、大学・研究機関などが在籍している。

## 概要
- 所在：〒160-0008　東京都新宿区四谷三栄町6-6　四谷MSビル4階（2023年8月 東京都新宿区高田馬場から移転、2016年6月に新宿区西新宿から移転[2]）
- 会長：小峯 裕己
- 副会長：祐川英基、藤倉まなみ

## 事業
- 国家資格「臭気判定士」の指定事務実施機関：臭気判定士試験、嗅覚検査及び免状交付に関する事務の実施。
- 情報発信として、機関誌「におい・かおり環境学会誌」の発刊
- 学術研究の発表会として、におい・かおり環境学会の年１回開催
- 脱臭対策の支援対策として、自治体・民間企業からの事業受託、臭気対策アドバイザーの派遣、におい・かおり環境アドバイザーの登録者普及（HP掲載）
- においの評価は人の鼻を使った方法が適していることから「嗅覚測定法」の測定精度の維持向上として、臭気測定認定事業所の登録普及、嗅覚測定法の精度管理（年１回募集）・内部精度管理（年2回募集）・臭気強度研修会等を主催している。
- その他、表彰事業、書籍発行、セミナー開催、講習会開催、国際交流、災害対応など